# 22. Międzynarodowy Festiwal Filmowy w Berlinie
22. Międzynarodowy Festiwal Filmowy w Berlinie odbył się w dniach 23 czerwca-4 lipca 1972 roku. W konkursie głównym zaprezentowano 23 filmy pochodzące z 15 różnych krajów.
Jury pod przewodnictwem amerykańskiej scenarzystki Eleanor Perry przyznało nagrodę główną festiwalu, Złotego Niedźwiedzia, włoskiemu filmowi Opowieści kanterberyjskie w reżyserii Piera Paola Pasoliniego. Drugą nagrodę w konkursie głównym, Srebrnego Niedźwiedzia – Nagrodę Specjalną Jury, przyznano amerykańskiemu filmowi Szpital w reżyserii Arthura Hillera.

## Członkowie jury

### Konkurs główny
- Eleanor Perry, amerykańska scenarzystka – przewodnicząca jury[2]
- Tinto Brass, włoski reżyser
- Julio Coll, hiszpański reżyser
- Francis Cosne, francuski producent i scenarzysta filmowy
- Hans Hellmut Kirst, niemiecki pisarz
- Herbert Oberscherningkat, niemiecki dziennikarz
- Yukichi Shinada, japoński krytyk filmowy
- Rita Tushingham, brytyjska aktorka
- Fritz Walden, austriacki krytyk filmowy

## Selekcja oficjalna

### Konkurs główny
Następujące filmy zostały wyselekcjonowane do udziału w konkursie głównym o Złotego Niedźwiedzia i Srebrne Niedźwiedzie:
| Tytuł polski                        | Tytuł oryginalny                       | Reżyseria                    | Kraj produkcji    |
| ----------------------------------- | -------------------------------------- | ---------------------------- | ----------------- |
| Bar na skrzyżowaniu                 | Le bar de la fourche                   | Alain Levent                 | Francja           |
| Gorzkie łzy Petry von Kant          | Die bitteren Tränen der Petra von Kant | Rainer Werner Fassbinder     | RFN               |
| Dom bez granic                      | La casa sin fronteras                  | Pedro Olea                   | Hiszpania         |
| Urlop w więzieniu                   | Detenuto in attesa di giudizio         | Nanni Loy                    | Włochy            |
| Den forsvundne fuldmægtig           | Den forsvundne fuldmægtig              | Gert Fredholm                | Dania             |
| Hammersmith Is Out                  | Hammersmith Is Out                     | Peter Ustinov                | Stany Zjednoczone |
| Szpital                             | The Hospital                           | Arthur Hiller                | Stany Zjednoczone |
| João i nóż                          | João en het mes                        | George Sluizer               | Brazylia          |
| Ani w dzień, ani w nocy             | Lo B’Yom V’Lo B’Layla                  | Steven Hilliard Stern        | Izrael            |
| Oddział zamknięty                   | Lukket avdeling                        | Arnljot Berg                 | Norwegia          |
| Dobrze jest orientować się w muzyce | Man sku’ være noget ved musikken       | Henning Carlsen              | Dania             |
| Olympia – Olympia                   | Olympia – Olympia                      | Jochen Bauer                 | RFN               |
| Opętanie Joela Delaneya             | The Possession of Joel Delaney         | Waris Hussein                | Stany Zjednoczone |
| Opowieści kanterberyjskie           | I racconti di Canterbury               | Pier Paolo Pasolini          | Włochy            |
| Reshma i Shera                      | रेशमा और शेरा Reshma Aur Shera             | Sunil Dutt                   | Indie             |
| Seokhwachon                         | 석화촌 Seokhwachon                     | Jin-woo Jeong                | Korea Południowa  |
| Miesiąc miodowy                     | Smekmånad                              | Claes Lundberg               | Szwecja           |
| Top of the Heap                     | Top of the Heap                        | Christopher St. John         | Stany Zjednoczone |
| Śladem czarnowłosej dziewczyny      | Tragovi crne devojke                   | Zdravko Randić               | Jugosławia        |
| Audiencja                           | L’udienza                              | Marco Ferreri                | Włochy            |
| Stara panna                         | La vieille fille                       | Jean-Pierre Blanc            | Francja           |
| Weekend z mistrzem                  | Weekend of a Champion                  | Frank Simon i Roman Polański | Wielka Brytania   |
| Miłość straceńców                   | 約束 Yakusoku                          | Kōichi Saitō                 | Japonia           |

## Laureaci nagród

### Konkurs główny
Złoty Niedźwiedź
- Opowieści kanterberyjskie, reż. Pier Paolo Pasolini

Srebrny Niedźwiedź – Nagroda Specjalna Jury
- Szpital, reż. Arthur Hiller

Srebrny Niedźwiedź dla najlepszego reżysera
- Jean-Pierre Blanc – Stara panna

Srebrny Niedźwiedź dla najlepszej aktorki
- Elizabeth Taylor – Hammersmith Is Out

Srebrny Niedźwiedź dla najlepszego aktora
- Alberto Sordi – Urlop w więzieniu

Srebrny Niedźwiedź za wybitne osiągnięcie artystyczne
- Hammersmith Is Out, reż. Peter Ustinov

Wyróżnienie Specjalne za film dokumentalny
- Olympia – Olympia, reż. Jochen Bauer
- Weekend z mistrzem, reż. Frank Simon i Roman Polański

### Konkurs filmów krótkometrażowych
Złoty Niedźwiedź dla najlepszego filmu krótkometrażowego
- Flyaway, reż. Robin Lehman

Srebrny Niedźwiedź – Nagroda Jury dla filmu krótkometrażowego
- The Selfish Giant, reż. Peter Sander
- Tri etide za Cathy i Milosa, reż. Jože Pogačnik

### Pozostałe nagrody
Nagroda FIPRESCI
- Konkurs główny:  Audiencja, reż. Marco Ferreri
- Forum Nowego Kina:  Życie rodzinne, reż. Ken Loach